# ワールド・サーキット・レコード
ワールド・サーキット・レコード（World Circuit Records）は、イギリス・ロンドンのワールドミュージックのレコードレーベルであり、主にキューバや西アフリカの音楽を取り扱っている。
アメリカでの配給はノンサッチ・レコードであり、日本でもかつてはその親会社であるワーナー・ミュージックの日本支社が配給していたが、現在はライス・レコードが配給している。
このレーベルがリリースした一番有名なアルバムは、グラミー賞を受賞した『ブエナ・ビスタ・ソシアル・クラブ』である。

## アーティスト
詳細はカテゴリー:ワールド・サーキット・レコードのアーティスト参照
- ウム・サンガレ